# Мануель Штрлек
Мануель Штрлек  (хорв. Manuel Štrlek, 1 грудня 1988) — хорватський гандболіст, олімпійський медаліст.

## Виступи на Олімпіадах
| Олімпіада   | Дисципліна | Місце |
| ----------- | ---------- | ----- |
| Лондон 2012 | гандбол    | 3     |

## Зовнішні посилання
- Досьє на sport.references.com [Архівовано 17 грудня 2012 у Wayback Machine.]